# Jamilon Mülders
Pour les articles homonymes, voir Mulder.
Jamilon Mülders né le 25 mai 1976, est un ancien joueur de hockey sur gazon allemand converti en entraîneur. Il entraîne actuellement l'équipe nationale féminine néerlandaise.

## Carrière
- 14 matchs internationaux avec l'Allemagne de 2001 à 2002
- Entraîneur de l'équipe nationale féminine allemande aux Jeux olympiques de 2016[1]
- Entraîneur de l'équipe nationale féminine chinoise à la Coupe du monde 2018[2]

## Palmarès
- : 1er au Champions Trophy 2001.
- : 1er à la Coupe du monde 2002.